# Tarragona (metrostation)
Tarragona is een metrostation in het netwerk van de metro van Barcelona en wordt aangedaan door Lijn 3 (groene lijn). Dit station ligt onder de Carrer de Tarragona (tussen de Carrer de València en de Carrer d'Aragó) in het district Sants-Montjuïc van Barcelona, niet ver van het treinstation Station Barcelona Sants. Het station heeft een vestibule aan de zuidzijde met meerdere toegangen vanaf straatniveau. In deze vestibule bevindt zich het kunstwerk Tres Boles van José Luis Carcedo Vidal. 
Het station is geopend in 1975 als onderdeel van de toenmalige lijn IIIB (was eerst de lijn Paral·lel-Sants Estació en daarna de lijn Paral·lel-Zona Universitària). In 1982 is lijn IIIB opgegaan in de huidige lijn 3.